# David George Hogarth
David George Hogarth, född den 23 maj 1862 i Barton-upon-Humber, död den 6 november 1927 i Oxford, var en engelsk arkeolog.
Hogarth studerade i Oxford, deltog 1887–1894 i sir William Ramsays forskningsresor i Mindre Asien samt utförde grävningar på Kreta (1900), i Egypten (Deir el-Bahari 1894, Naukratis 1899 och 1903, Assiut 1906–1907) och i Främre Asien (Pafos 1888, Efesos 1904–1905, Karkemisch 1911). Åren 1897–1900 var han föreståndare för British School of Archæology i Aten och blev konservator för Ashmolean Museum i Oxford 1909. Under första världskriget tjänstgjorde han i höga ställningar i Kairo, Arabien och Palestina samt deltog 1919 i fredskonferensen i Paris som brittiskt ombud i en kommission. Bland Hogarths arbeten märks A wandering scholar in the Levant (1896), Philip and Alexander of Macedon (1897), The nearer East (1902), Ionia and the East (1909), Carchemish, del I (1914), The ancient East (samma år), Hittite seals (1920) och Arabia (1922).